# Psychotria bryonicola
Psychotria bryonicola är en måreväxtart som beskrevs av George Richardson Proctor. Psychotria bryonicola ingår i släktet Psychotria och familjen måreväxter. Inga underarter finns listade i Catalogue of Life.